# Sarawan

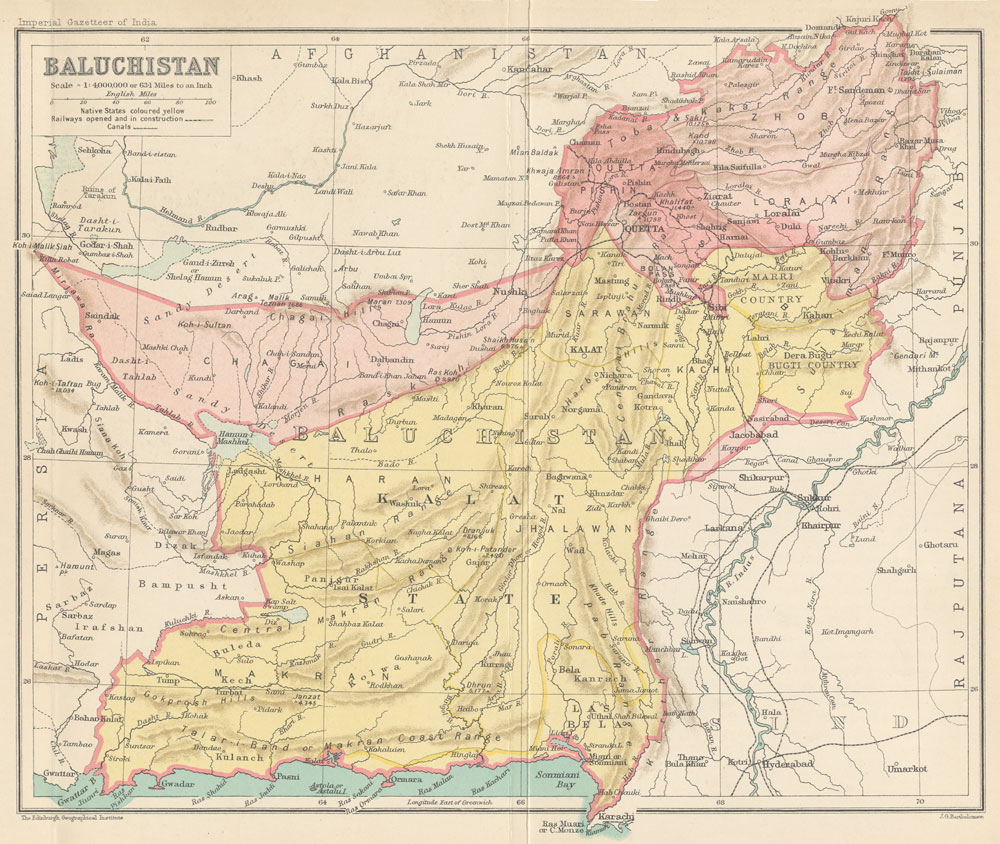
Mapa de l'agència del Balutxistan.

Sarawan fou una divisió administrativa del Kanat de Khelat i modernament una comarca de la província de Balutxistan al Pakistan. La capital era Kalat (ciutat) i la principal ciutat Mastung, residència de l'agent polític britànic.
Estava situada al nord de la divisió de Jhalawan i tenia a l'est el Kachhi, a l'oest les muntanyes Garr (derivació de les Khwaja Amran), al nord el districte de Quetta-Pishin, el pas de Bolan i el districte de Sibi, i al sud el Jhalawan. La superfície era d'uns 11.238 km² i estava format per una sèrie de muntanyes paral·leles desenvolupades de nord a sud, i de valls, amb una altura màxima de 1850 metres. les muntanyes principals d'est a oest eren les Nagau, Bhaur i Zamuri hills, que tocaven a Kacchi, i les Bangulzai amb els cims de Moro i Dilband; al sud d'aquestes hi havia la serralada d'Harboi amb altures fins a 2800 metres i a l'oest el Koh-i-Maran amb fins a 3.323 metres; el següent era el Zahri-ghat iniciat a la muntanya Chiltan i cap a la vall de Mastung a l'est, separat de la serralada occidental de Garr per serres menors. Els rius principals eren el Shirinab i Sarawan, i els afluents Mobi i Gurgina. Hi havia dues ciutat i 298 pobles. La població el 1901 era de 65.549 habitants.
El territori fou part del domini gaznèvida al segle XI i gúrida al XII; al final del segle XV va passar als arghuns dels quals va anar als mogols fins al final del segle XVII, quan Mir Ahmad de Kalat va adquirir Mastung d'Agha Jafar, el governador mogol. En endavant Mastung va romandre en mans de Kalat i fou l'escena de la batalla entre Ahmad Shah Durrani i Nasir Khan I el 1758, en la qual els afganesos foren inicialment derrotats, però Ahmad Shah Durrani va avançar i va conquerir Kalat. En la primera Guerra Anglo-afganesa el territori fou assignat pels britànics a Shah Shuja al-Mulk el 1840, però fou restaurat a Kalat el 1842. Foren precisament les tribus de Sarawan les que es van revoltar el 1840 i van posar al tron a Nasir Khan II que fou reconegut pels britànics el 1841. El 1871 les tribus es van revoltar altre cop i els brahuis van ser severament derrotats per Mir Khudadad Khan (1864-1893) a Khad prop de Mastung. El 1876 Mastung fou l'escenari on Sir Robert Sandeman va imposar la pau entre Khudadad Khan i els caps tribals rebels.
El país estava habitat al centre pels dehwars, khorasanis i johanis, vassalls de Kalat; a les muntanyes vivien les tribus de la confederació brahui incloent els lahris, bangulzais, kurs, shahwanis, muhammad shahis, raisanis i sarparres; també hi vivien els langavs balutxis. La població era musulmana i de la branca sunnita. La llengua més parlada era el brahui seguida del balutxi. Els dehwars parlaven una forma corrupte del persa.
El país estava dividit en seccions tribals dins de dos niabats: Mastung i Kalat.